# Platypalpus biapicalis
Platypalpus biapicalis är en tvåvingeart som beskrevs av Weber 1972. Platypalpus biapicalis ingår i släktet Platypalpus och familjen puckeldansflugor. Inga underarter finns listade i Catalogue of Life.